# ذات الأسنان السيفية
ذات الأسنان السيفية هي أسرة تندرج ضمن فصيلة السنوريات (القططيات). وتضم حيوانات منقرضة، وتشمل القطط ذات الأسنان السيفية مثل جنس السميلودون (Smilodon). حيث في المنطقة المعروفة حديثاً بأسم ولاية كاليفورنيا اصطادت الأسود الأمريكية الأحصنة البرية والثور الأمريكي الضخم.
تحتوي فصيلة ذات الأسنان السيفية على العديد من الحيوانات المفترسة المنقرضة المعروفة باسم "سنوريات سيفي الأنياب"، بما في ذلك جنس سميلودون المشهور، بالإضافة إلى السنوريات الأُخرى ذات الزيادات الطفيفة فقط في حجم وطول أنيابها العلوية.

## التطور

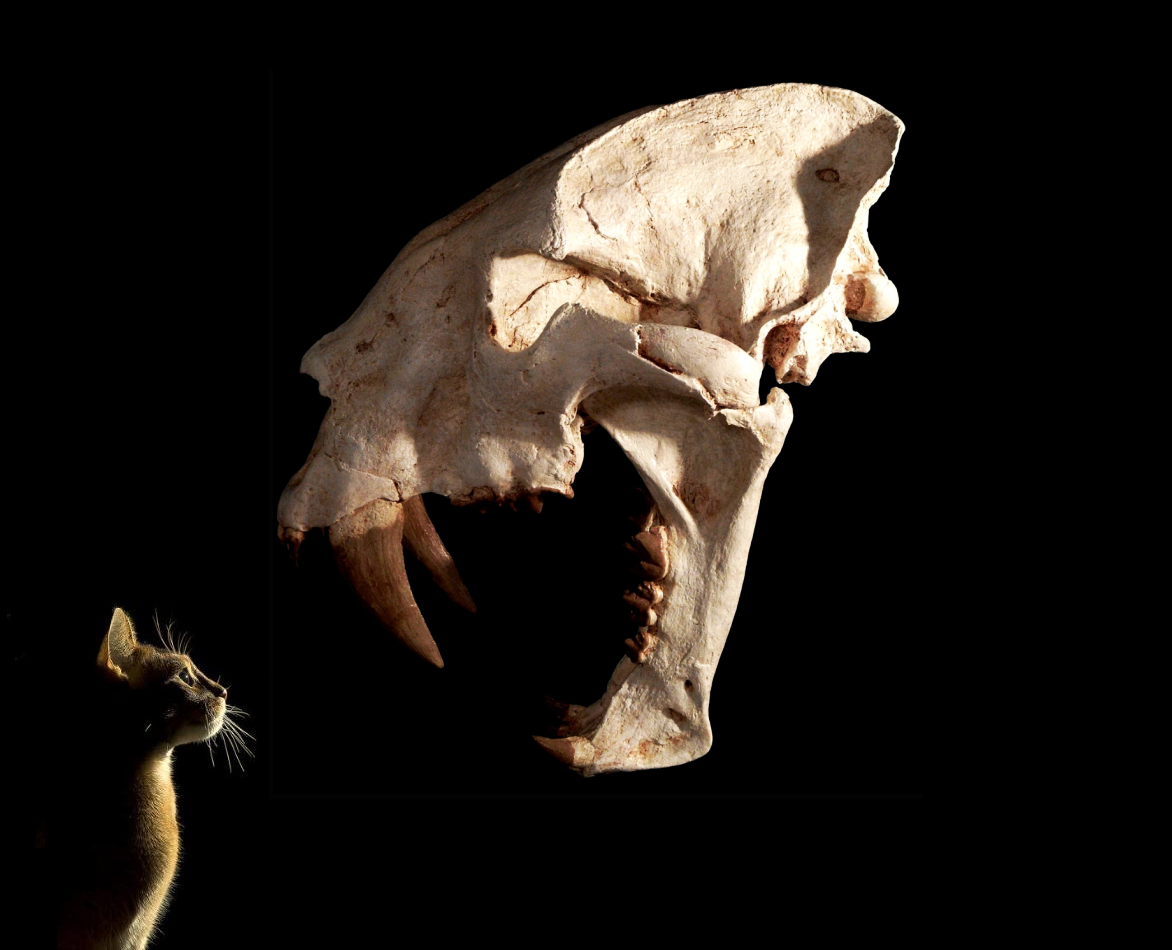
مقارنة بين جمجمة (Amphimachairodus giganteus) واحدة من أكبر أنواع ذات الأسنان السيفية مع القطة المنزل

ظهرت السنوريات ذات الأسنان السيفية في العصر الميوسيني المبكر أو الأوسط في إفريقيا. الممثل المبكر من (Pseudaelurus quadridentatus) يميل إلى إتجاه تطوري نحو الأنياب السيفية الطويلة، وربما كان سلف لجميع سنوريات ذات الأسنان السيفية. أقدم جنس هو (Miomachairodus) معروفة من عصر الميوسين الأوسط في أفريقيا وتركيا . بحلول أواخر عصر الميوسين، تعايشت السنوريات ذات الأسنان السيفية في عدة أماكن مع الباربوفيلس ( Barbourofelis)، آكلات اللحوم الكبيرة القديمة التي لديها أيضا الأنياب الطويلة. ممثلي الأخير من فصيلة ذات الأسنان السيفية، وهي سميلودون وسنور حرابي الأسنان، انقرضت في أواخر العصر البليستوسين منذ حوالي 10,000 سنة في أمريكا.
لم تكن السنويرات ذات الأسنان السيفية موجودة في نفس الفئة الفرعية مثل الببور، ولا يوجد دليل على أن لديهم لونًا يشبه لون الببر، وأن هذه المجموعة من الحيوانات كانت تعيش في نفس الطريقة التي تعيش بها الببور الحديثة. تُظهر نتائج تحليل الحمض النووي التي نُشرت في عام 2005 أن فصيلة ذات الأسنان السيفية (Machairodontinae) قد انفصلت عن الأسلاف القديمة للقطط الحديثة ولا ترتبط بأي قطط حية. تعايش سنوريات سيفية الأسنان أيضا في العديد من المناطق جنبا إلى جنب مع القطط الأخرى. في أفريقيا وأوراسيا ذات الأسنان السيفية تتنافس مع panterovymi و الفهود( Acinonyx jubatus ) في البلستوسين المبكر والوسطى. نجا سنور حرابي الأسنان في شمال أوروبا حتى أواخر العصر البليستوسين. في أمريكا، عاش البعض مثل سميلودون، مع أسد الجبال، والأسد الأمريكي، إلى أواخر العصر البليستوسين. تنافست ذات الأسنان السيفية مع بعضها البعض على الغذاء، حتى انقرضت الأولى. تحتوي جميع القطط الحديثة على الأنياب العلوية ذات الشكل المخروطي. وفقا لدراسة الحمض النووي سنوريات سيفية الأنياب من فصيلة ذات الأسنان السيفية، السلف المشترك لجميع سنوريات سيفية الأسنان عاش قبل نحو 20 مليون سنة، سلك مسار تطوري نحو سميلودون وسنور حرابي الأسنان تباينت منذ حوالي 18 مليون سنة. تنتمي جميع عينات البليستوسين المتأخرة الأمريكية والأوروبية إلى نفس النوع Homometium latidens. أحد الأسباب التي أدت إلى انقراض ذات الأسنان السيفية هو تناسل داخلي.

### التصنيف
- أسرة: طاعنعة الأسنان
  - جنس: سميلودون
  - جنس: ميجانتيريون
  - جنس: Paramachairodus
  - جنس: Promegantereon
  - جنس: Rhizosmilodon
- أسرة: ذات الأسنان الحرابية
  - جنس: سنور حرابي الأسنان
  - جنس: Amphimachairodus
  - جنس: Lokotunjailurus
  - جنس: Nimravides
  - جنس: Xenosmilus
- أسرة: سيفيات الأسنان المزيفة
  - جنس: سنور رهيب
  - جنس: Adelphailurus
  - جنس: سيفي الأسنان المزيف
  - جنس: Stenailurus
  - جنس: Yoshi
- أسرة: سيفيات الأسنان
  - جنس: سيفي الأسنان
  - جنس: Miomachairodus
  - جنس: Miomachairodus

### تاريخ التطوري
حتى اكتشاف تل في إسبانيا يحتوي على أحافير المعروف بأسم سيرو دي لوس باتالونيس في التسعينات من القرن الماضي، كانت عينات لأسلاف طاعنة الأسنان ووذات الأسنان الحرابية نادرة ومجزأة، لذا فإن التاريخ التطوري للنمط الظاهري للاسنان السيفية، وهو النمط الظاهري الذي يؤثر على القحفي الفك السفلي وعنق الرحم الأمامية كان مجهولا إلى حد كبير. قبل التنقيب في سيرو دي لوس باتالونيس، كانت الفرضية السائدة هي أن النمط الظاهري للأسنان السيفية العالية نشأ بسرعة من خلال تعدد النمط الظاهري. اكتشف في موقع سيرو دي لوس باتالونيس عينات جديدة من Promegantereon ogygia، أحد أسلاف سميلودون، و Machairodus aphanistus، وهو سلف سنور حرابي الأسنان، يلقي الضوء على التاريخ التطوري. (على الرغم من أن سلف طاعنة الأسنان قد تم تعيينه في الأصل لجنس Paramachairodus، إلا أنه تم نقله لاحقًا إلى جنس Promegantereon). عاش P. ogygia بحجم النمر (9.0 مليون نسمة) في إسبانيا، وأحفادها الأكثر دراية، أعضاء من جنس النمر بحجم سميلودون، أسستمرا في العيش قبل 10 آلاف عام في الأمريكتين. قام أباهنيستوس أسد (يعيش 15.0 م) بالتجول في أوراسيا، كما فعل أسلافه الأكثر دراية، أعضاء في الجنس البشري في حجم الأسد. (يعيش 3.0-5.0 ما).
إن الفرضية الحالية لتطور النمط الظاهري للأسنان السيفية، والتي أتاحها باتول -1، هي أن هذا النمط الظاهري نشأ تدريجياً بمرور الوقت من خلال تطور الفسيفسائي. الرغم من أن السبب الدقيق غير مؤكد، إلا أن النتائج الحالية تدعم الفرضية القائلة بأن الحاجة إلى القتل السريع للفريسة هي السيب الرئيسي الذي جعل لهذه الحيوانات النمط الظاهري على مر الزمن التطوري. كما هو موضح من قبل الحالات العالية للأسنان المكسورة، كانت البيئة الحيوية للسنوريات سيفية الأنياب بيئة تتميز بالمنافسة الشديدة.
تشير الأسنان المكسورة إلى احتكاك الأسنان بالعظام. تشير زيادة ملامسة عظام الأسنان إما إلى زيادة استهلاك الفرائس، أو القتل السريع للفريسة، أو لإخافة المنافسين - وكل ذلك يشير إلى انخفاض الفرائس، وزيادة المنافسة بين الحيوانات المفترسة. من شأن هذه البيئة التنافسية أن تفضل قتل الفريسة بشكل أسرع، لأنه إذا تم الاستيلاء على الفريسة قبل أكلها، فمن صعب صيدها مجدداً، إن هذا يحدث في اغب عمر المفترس، الموت إماض عن طريق الإرهاق أو المجاعة نتيجة. توجد أقرب تكيفات لتحسين السرعة التي قُتل فيها الفريسة في الجمجمة والفك السفلي من (P. ogygia) و (M. aphanistus)، وفي عنق الرحم والفقرات والذراع  من P. ogygia. وهي توفر المزيد من الأدلة المورفولوجية لأهمية السرعة في تطور النمط الظاهري للأسنان السيفية.

## الهيكل العظمي

### جمجمة
الجزء الأكثر درسًا في فصيلة ذات الأسنان سيفية هو الجمجمة، وتحديداً الأسنان. مع وجود مجموعة كبيرة من الأجناس والأحافير الجيدة والأنواع الحديثة المتشابهة والتنوع داخل فصي ذات الأسنان السيفية وفهم جيد للنظم الإيكولوجية المأهولة، توفر الفئة الفرعية سيفيات الأسنان واحدة من أفضل وسائل البحث لتحليل الخصائص والعلاقات بين المفترس والفريسة.

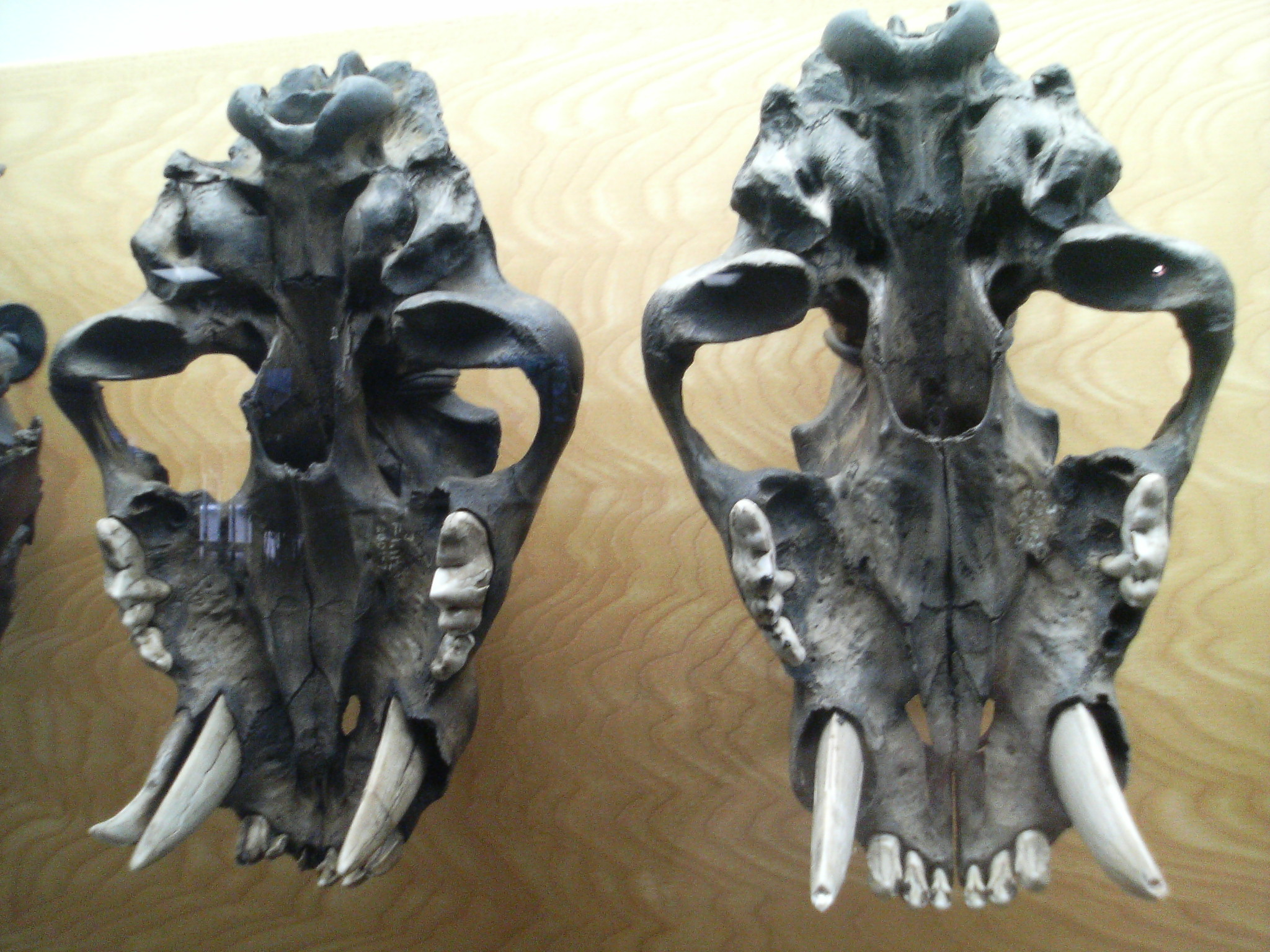
الجانب السفلي من جمجمتين اثنين من سميلودون

سيفيات الأسنان تنقسم إلى نوعين: خنجريات الأسنان. كانت القطط ذات الأسنان الخنجرية مستطيلة، الأنياب العلوية الضيقة، وكانت أجسامها ممتلئة. كان للسنوريات سيفية الأنياب أنياباً علوية أوسع وأقصر وشكل جسم معتدل ذو أرجل أطول. غالبًا ما كان للسنوريات ذات الأسنان السيفية شفة عظمية ممتدة من الفك السفلي. ومع ذلك، كسر جنس واحد هذه الخاصية (Xenosmilus)، المعروف فقط من اثنين من الحفريات كاملة إلى حد ما. يمتلك كلاهما شجاعة، وأطرافًا ثقيلة مرتبطة بالسنوريات خنجرية الأسنان.
آكلات اللحوم خفضت عدد أسنانهم لأنها تخصصت في تناول اللحوم بدلا من طحن النباتات أو أكل الحشرات. سنوريات لديها أقل عدد من الأسنان في رتبة لواحم. سيفيات الأسنان الاحتفاظ ستة القواطع، وهما أنياب، وستة الضواحك في كل فك، مع اثنين من الأضراس في الفك العلوي فقط. بعض الأجناس، مثل سميلودن، تحمل فقط ثمانية الضواحك مع واحد أقل في الفك السفلي، ولم يتبق سوى أربعة الضواحك كبيرة على الفك السفلي جنبا إلى جنب مع اثنين من الأنياب سفلية الصغيرة وستة القواطع. وأنيابها منحنية إلى الخلف بسلاسة، والمسلسلات موجودة، صلكنها ثانوية وتتلاشى مع التقدم في السن، مما يترك معظم خطوط البلعوم المتوسطة في العمر (حوالي أربعة أو خمسة أعوام).[بحاجة لمصدر] تلميحات في العظام مثل هذه تساعد علماء الحفريات لتقدير عمر الفرد للدراسات عدد الأفراد لحيوان منقرض.
الأنياب الأطول تتطلب وجود انفراج أكبر. لا يمكن للأسد الإتساع 95 درجة أن يتحمل الأنياب التي يبلغ طولها تسع بوصات لأنها لن تكون قادرة على وجود فجوة بين الأنياب السفلى والعليا أكبر من بوصة واحدة أو نحو ذلك، وهذا لا يكفي لاستخدامه في القتل. يحتاج سيفيات الأسنان، جنبًا إلى جنب مع مجموعات الحيوانات الأخرى التي اكتسبت أسنانًا مماثلة من خلال التطور المتقارب ، إلى طريقة لتغيير جماجمها لاستيعاب الأنياب بعدة طرق.

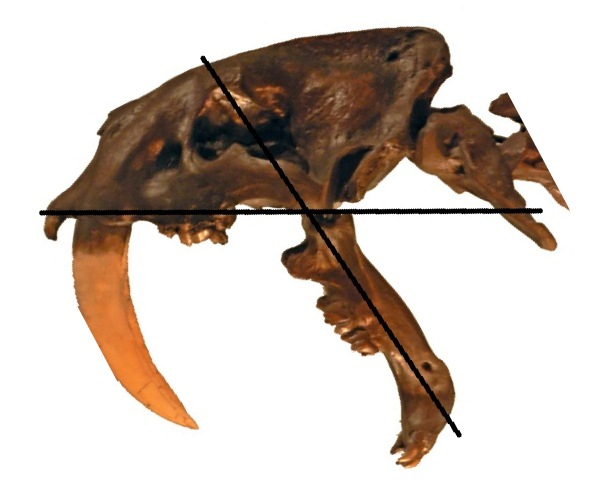
جمجمة سميلودون النحيل في أقصى حد للإنفراج (128 درجة)

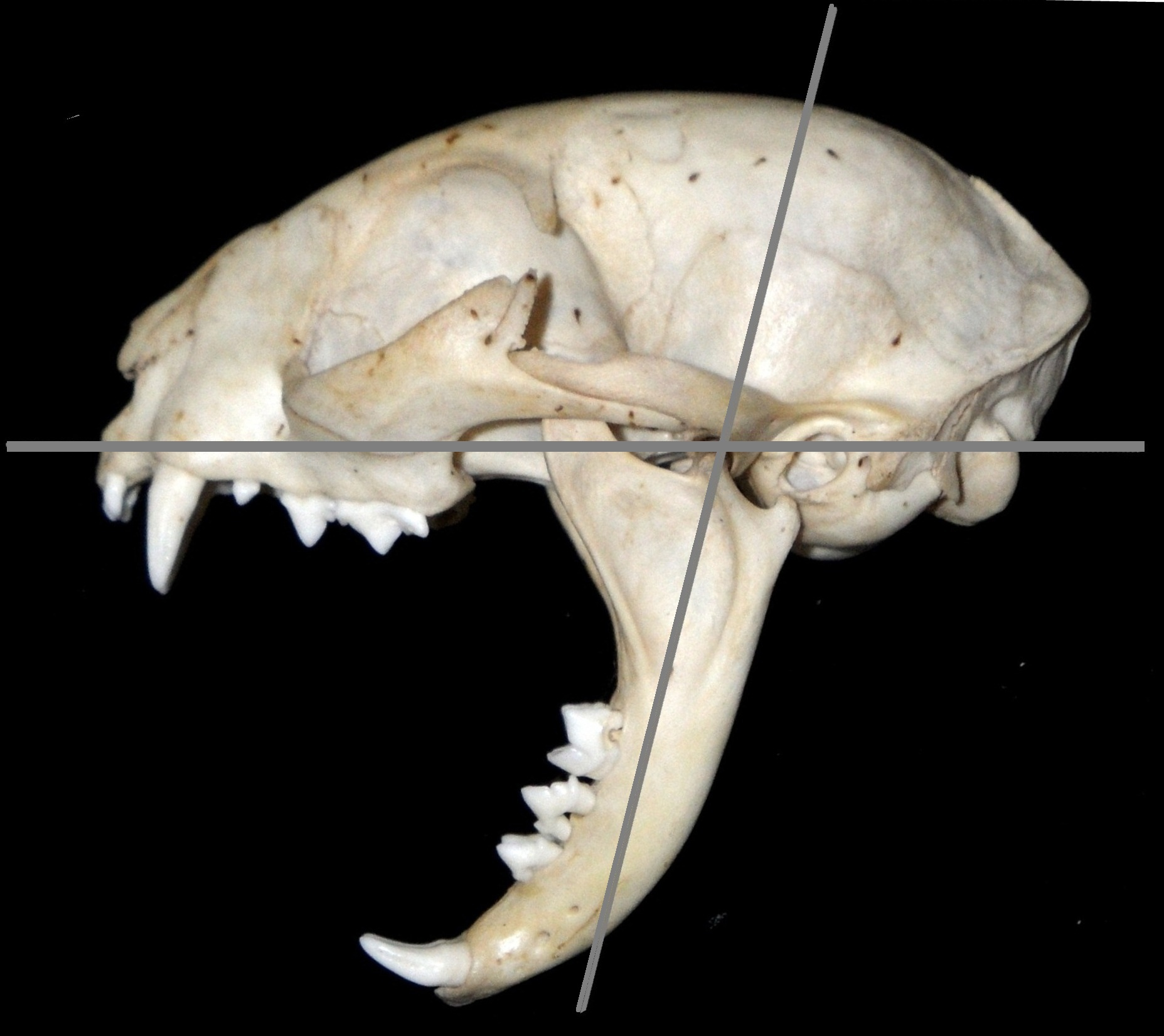
جمجمة قطة منزلية، بأقصى حد للإنفراج (80 درجة)

مثبتات الرئيسية للفجوة الكبيرة بالنسبة للثدييات هي الصدغي والماضغة العضلات في الجزء الخلفي من الفك. هذه العضلات لديها القدرة على أن تكون قوية والخضوع لدرجة كبيرة لجعل العضة أقوى، ولكنها ليست مرنة للغاية بسبب سمكها، ووضعها، وقوتها. لفتح الفم على نطاق أوسع، كانت هذه الأنواع ضرورية لتقليل حجم العضلات وتغيير شكلها. وكانت الخطوة الأولى في هذا للحد من عملية إكليلاني. تندرج العضلات، وخصوصًا الصدغي، في شريط العظم المترابط، لذا فإن تقليل هذه العملية يعني تقليل العضلات. سمحت كتلة أقل لكل العضلات بمزيد من المرونة ومقاومة أقل للثبات الواسع. أدى تغيير شكل العضلات الصدغي في هذا الصدد إلى خلق مسافة أكبر بين الأصل والإدخال، بحيث أصبحت العضلات أطول وأكثر إحكاما، وهو بشكل عام تنسيق أكثر ملاءمة لهذا النوع من التمدد. هذا الانخفاض أدى إلى ضعف قوة العض
تشير جماجم ذات الأسنان السيفية إلى تغيير آخر في شكل العضلة الصدغيّة. العائق الرئيسي أمام فتح الفكين هو أن عضلة الصدغية سوف تتمزق إذا امتدت إلى درجة كبيرة حول عملية إكلالي عند فتح الفم. يمتد العظم القذالي في الأجسام الحديثة إلى الخلف، لكن عضلات الصدغية التي تعلق على هذا السطح تتوتر عند فتح الفك على نطاق واسع حيث يتم لف العضلات حول عملية إكلالي. لتقليل امتداد عضلة الصدغية حول العملية غير المنقولة، طورت سيفيات الأسنان جمجمة بعظم القذالي العمودي. و القطط المنزلية لديها انفراج 80 درجة، في حين أن الأسد لديه انفراج 91 درجة. اما في سميلودون، لديه انفراج 128 درجة، والزاوية بين الفك السفلي والعظم القذالي هي 100 درجة. هذه الزاوية هي العامل الرئيسي الذي يحد من الفجوة، وتقلل من زاوية العظم القذالي بالنسبة إلى حنك الفم، كما رأينا في سميلودون، مما سمح بزيادة حجم ثدي. لو لم يتم تمديد العظم القذالي نحو الحنك، وأقرب إلى عمودي، فإن الانفراج ستكون من الناحية النظرية أقل، عند حوالي 113 درجة.
جماجم العديد من الحيوانات المفترسة من سنور سيفي الأنياب، بما في ذلك ذات الأسنان السيفية، طويلة من أعلى إلى أسفل وقصيرة من الأمام إلى الخلف. يتم ضغط الأقواس الوجنية، وجزء من ملامح الوجه الجمجمة الحاملة، مثل العيون، أعلى، في حين أن كمامة تكون أقصر. تساعد هذه التغييرات في التعويض عن زيادة الانفراج. كما قامت ذات الأسنان السيفية بتخفيض الأنياب السفلية، مع الحفاظ على المسافة بين الفكين العلوي والسفلي.[بحاجة لمصدر]

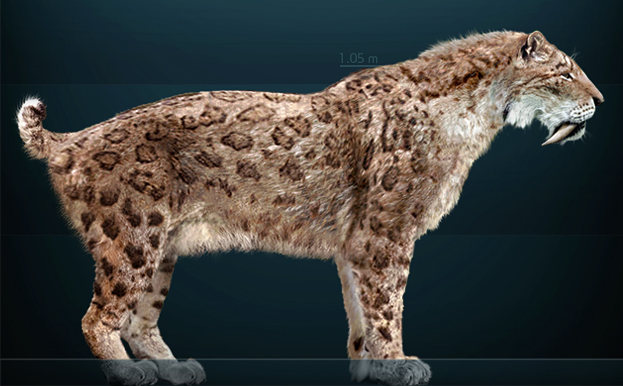
إعادة إنشاء سميلودون النحيل

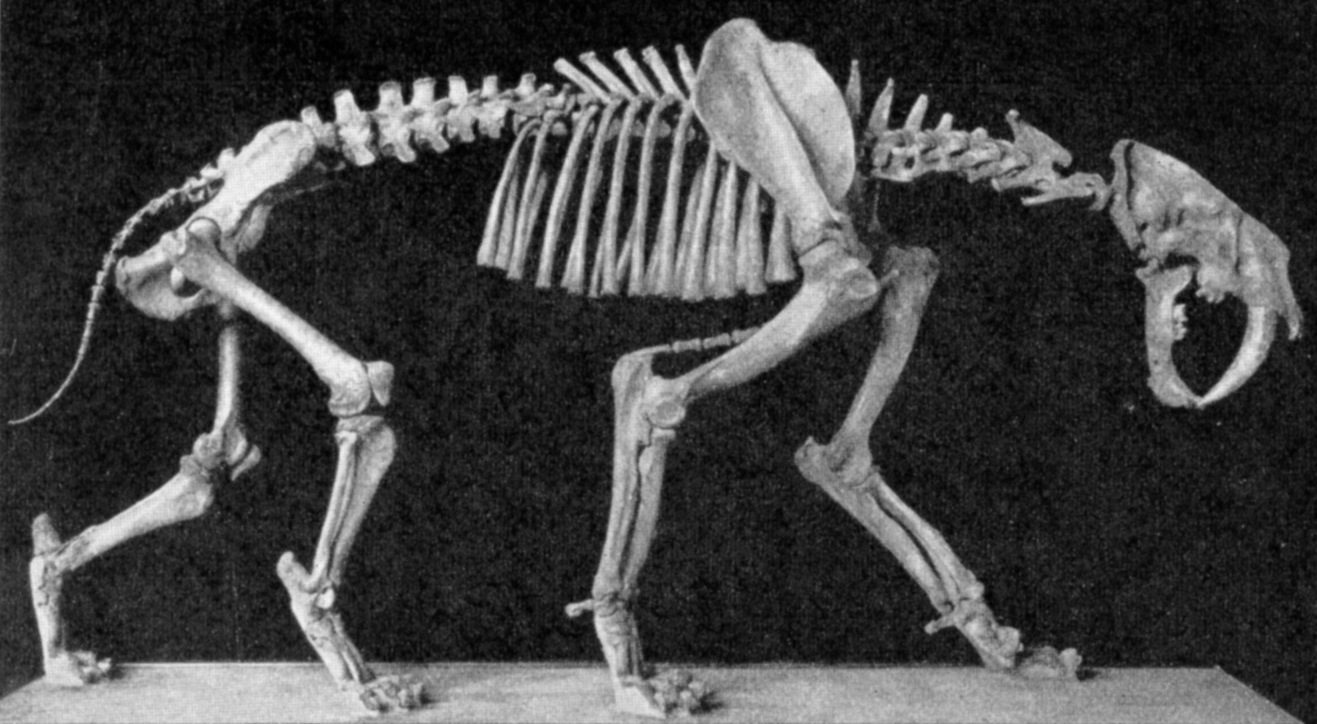
الهيكل العظمي المفصلي لسميلودون

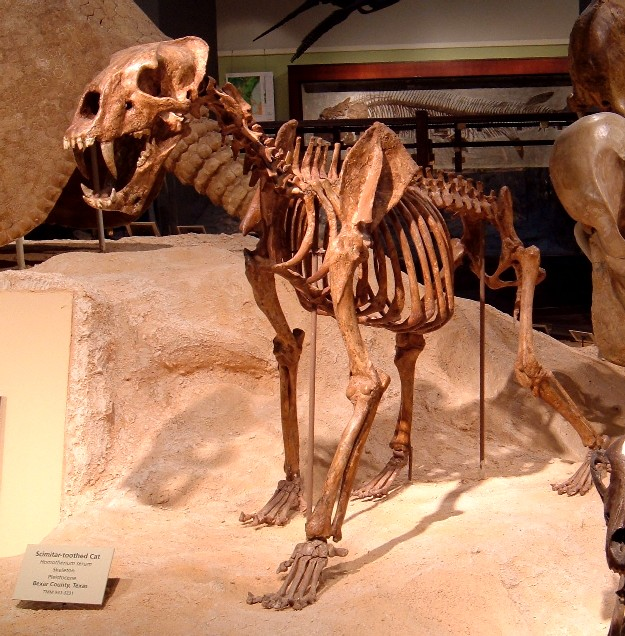
الهيكل العظمي المفصلي لـ سنور حرابي الأسنان

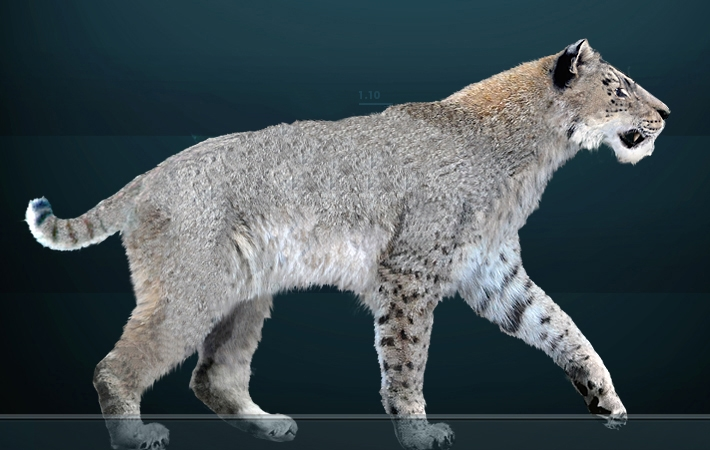
إعادة إنشاء سنور ذو الأسنان السيفية

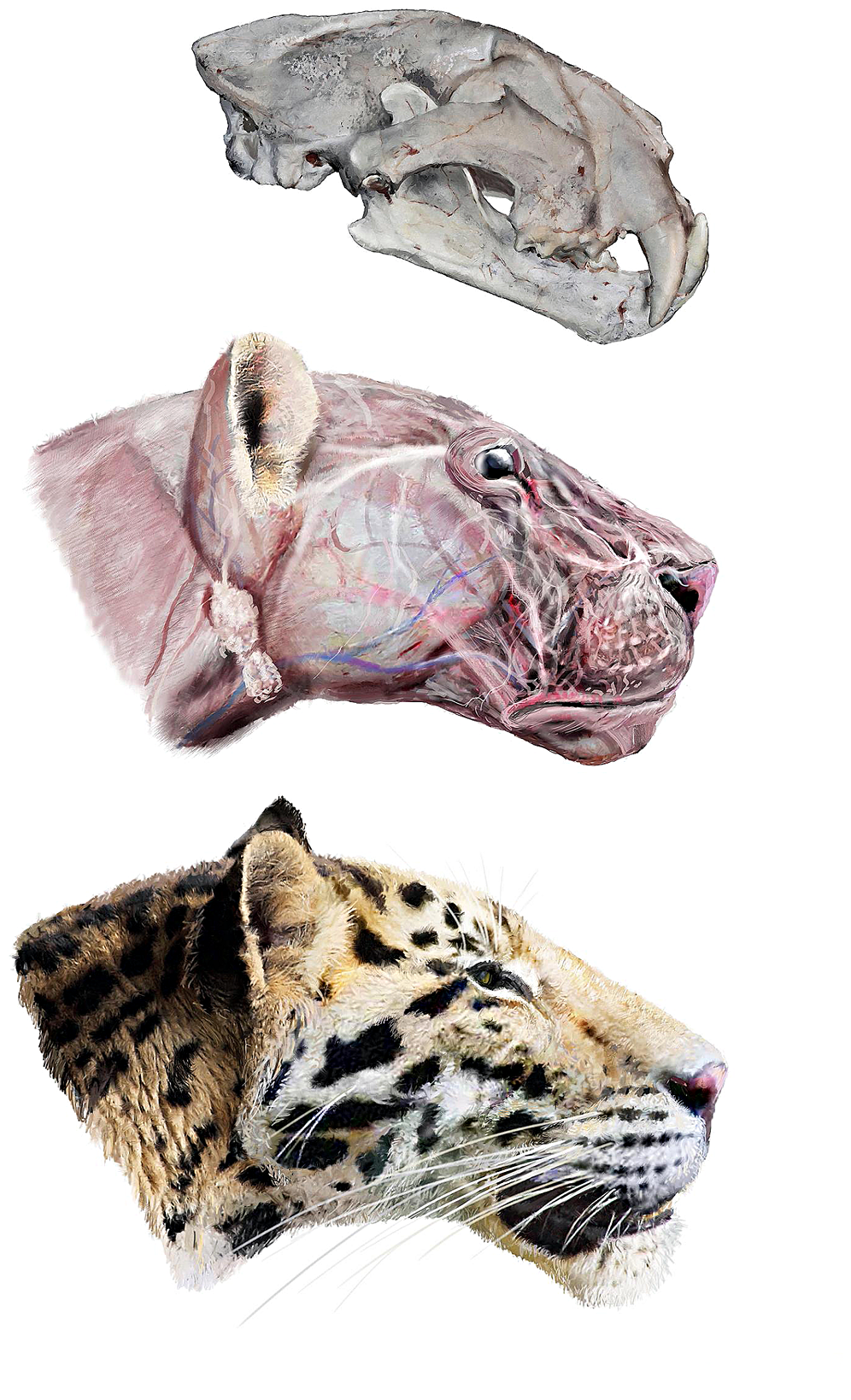
مثال على إعادة إنشاء تسلسل ببر لونغدان كما هو مستخدم في إعادة إنشاء سيفيات الأسنان

## تشريح والنظام الغذائي

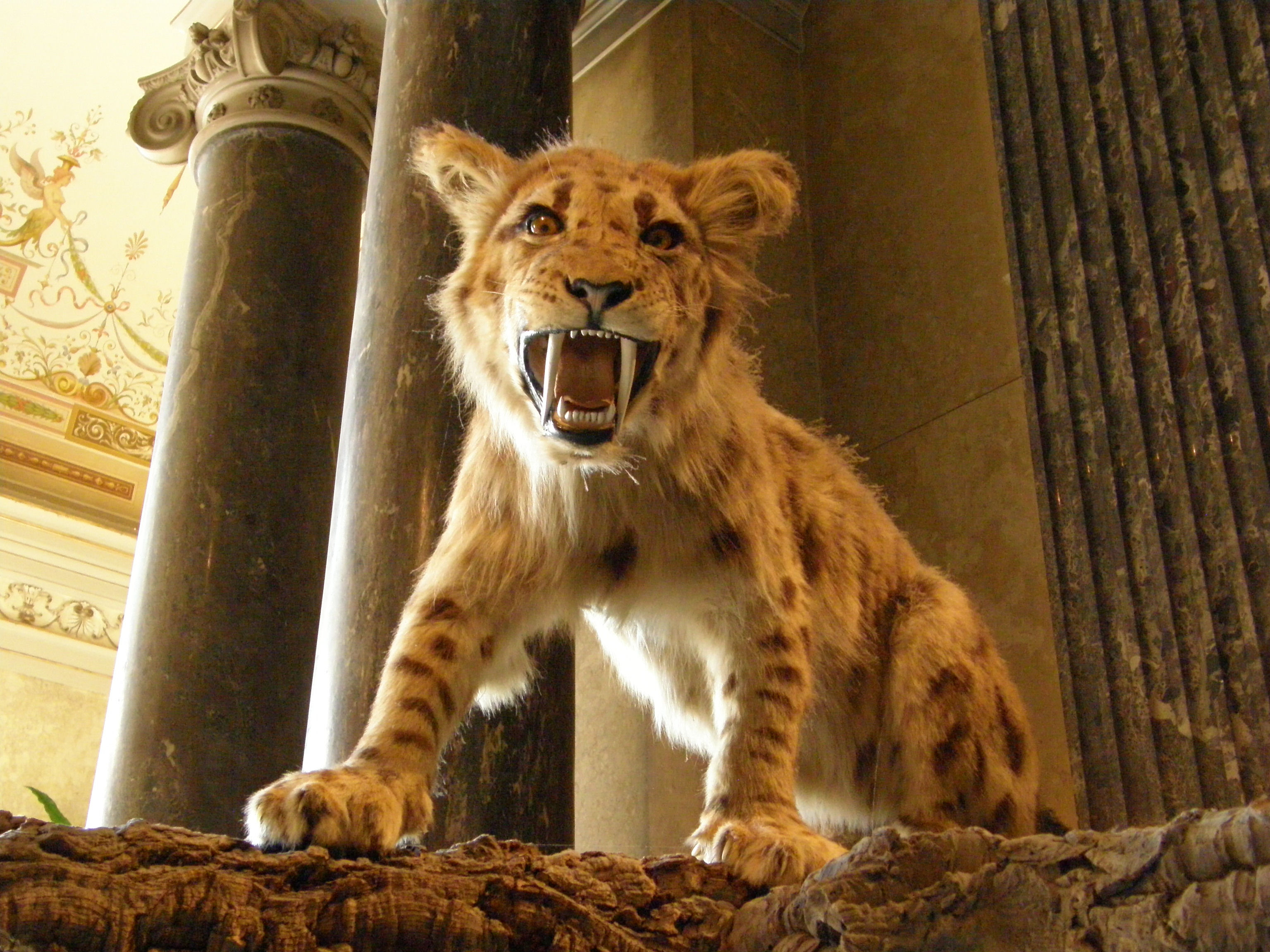
إعادةإنشاء ميجانتيريون

### قوة العضة
فكي ذات الأسنان السيفية، وخاصة الأنواع لديها أنياب أطول، مثل ميجانتريون وميجانتيريون، ضعيفة على نحو غير عادي. تظهر عمليات إعادة إنشاء الرقمية لجماجم الأسود ووسميلودون أن هذا الأخير كان سيؤثر بشكل سيء على الأسنان وخاصتاً التمسك بفريسة تقاوم.
كانت السبب الرئيسي هو الضغط التي عانى منها الفك السفلي: تهدد الأسنان مما تجعل العضة أضعف.
عضة لدى سميلودون تساوي ثلث قوة العض عند الأسد، وكان يستخدم عضلات الفك فقط. ومع ذلك، كانت عضلات الرقبة التي كانت متصلة بظهر الجمجمة أقوى وتضغط على الرأس، مما دفع الجمجمة إلى أسفل. عندما كان الفك ممتدًا للغاية، لم تتمكن عضلات الفك من الانكماش، لكن عضلات الرقبة ضغطت الرأس للأسفل، مما أجبر الفريسة على مقاومة أي شيء. عندما يكون الفم مغلقًا بدرجة كافية، يمكن لعضلات الفك رفع الفك السفلي. اقترح بعض العلماء أن ذات الأسنان السيفية كانت هشة بدرجة عالية وتستخدم فقط للعرض والمنافسة، وربما لتخويف أعضاء المنافسين وإنشاء تسلسل هرمي اجتماعي. إن القواطع في الفك العلوي كانت هي الأسنان القاتلة الرئيسية وكانت هذه الأسنان أيضًا الأكثر فاعلية في تمزيق اللحوم من أي قتل.

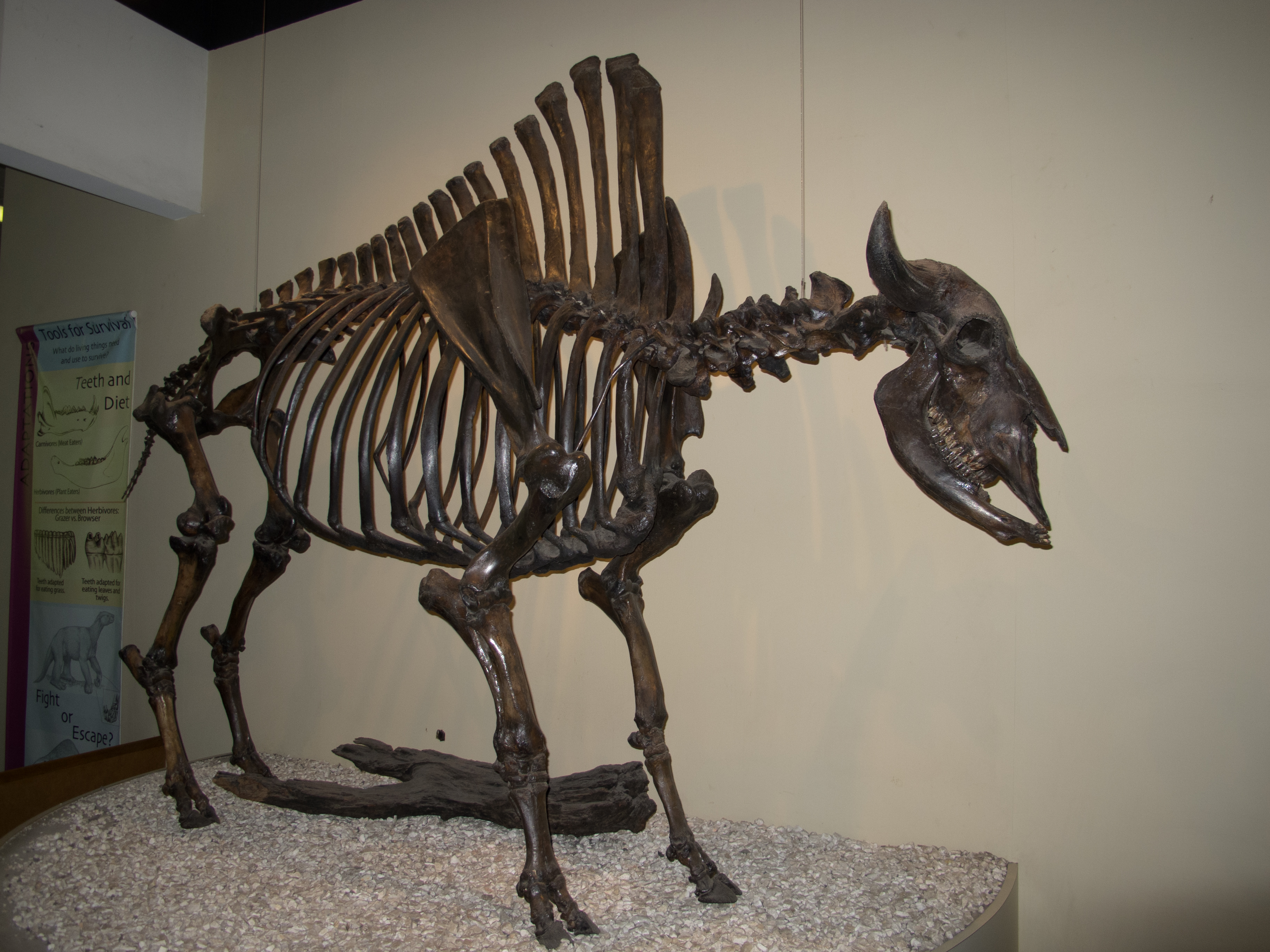
بيسون العتيق كان إحدى فرائس سميلودون الرئيسية

### النظام الغذائي
في بعض الأحيان، يتم الحفاظ على عظام المتحجرة بشكل جيد بما فيه الكفاية مما يسمح بالأحتفاظ بالبروتينات المعروفة التي تنتمي إلى الأنواع التي تستهلكها عندما تكون حية. تحليل النظائر مستقرة وقد أظهرت هذه البروتينات إن سميلودون كان يتغذى بشكل رئيسي علىالأحصنة البريَّة، والبياسن، والوُعُول شائكة القُرُون، والأيائل، والجِمال، والمواميث، والصناجات (المستدونات)، والبهاضم (الكسلانات الأرضيَّة). شاركت ذات الأسنان السيف موطنها هذا مجموعاتٌ أُخرى من اللواحم، أبرزها الذئاب الرهيبة والدببة قصيرة الوجه والأُسُود الأمريكيَّة. كسلان الأرض والماموث، في حين سنور حرابي الأسنان تم اكتشاف بقايا ما يقرب من 400 حفرية ماموث بالإضافة إلى العديد من الهياكل العظمية المتجانسة من جميع الأعمار، من العينات المسنة إلى الأشبال. بناءً على هذا الموقع الأحفوري، من المحتمل أن يكون سنور حرابي الأسنان مفترسًا اجتماعيًا كان من الممكن أن يكون متخصصًا في صيد صغار الماموث والتي جرت لقتل داخل الكهوف المنعزلة لتناول الطعام بحرية. كما يبدو أن سنور حرابي الأسنان لديه رؤية ليلية ممتازة كما باقي القطط، وكان يصيد ليلاً في المناطق القطبية الشمالية حيث تم العثور على العديد من سنوريات حرابية الأسنان كان لها وسيلة صيد ليلية. الجزء الخلفي منحدر وقسم الفقرة القطنية قوية لدى سنور حرابي الأسنان، تشير الفقرات إلى شكل داخلي يشبه الدب، وبالتالي يمكن أن تكون هذه الحيوانات قادرة على سحب الأحمال الثقيلة؛ أبعد من ذلك، انكسار الأنياب العلوية - لإصابة شائعة في حفريات ذات الأسنان السيفية البعض مثل سيفي الأسنان و سميلودون التي من شأنها أن تكون ناجمة عن مقاومة الشديدة مع فرائسها.

### الوجه
وضع عالم الحفريات الأمريكي جورج ميلر مجموعة من الميزات التي لم يسبق التفكير بها في الأنسجة الرخوة لـ ذات الأسنان السيفية، وبالتحديد سميلودون.
التغيير الأول الذي اقترحه في ظهور ذات الأسنان السيفية كان آذانًا منخفضة، أو بالأحرى أذنين السفلية. تم تجاهل هذا الادعاء بشكل عام[مِن قِبَل مَن؟]
```
نظرًا لطبيعتها الفريدة: لا توجد أي آكلات اللحوم الحديثة الأخرى ذات الأذنين المنخفضة لهذا السبب، يشير أنتون وغارسيا-بيري وتورنر (1998) إلى أن وضع الأذنين متشابهان دائمًا في القطط الحديثة، الأقرب للمجموعة أقارب يعيشون، حتى في الأفراد الذين لديهم قمم مماثلة في 
[
27
]
 الحجم لتلك سنوريات سيفية الأسنان. تحديد المواقع من pinnae، أو الآذان خارجية، جنبا إلى جنب مع لون الفراء، تعتمد على الفرد الذي يقوم بإعادة الإعمار. الحفريات كبيرة أو صغيرة، مدببة أو مدورة، مرتفعة أو منخفضة، لا تسجل هذه الخصائص، مما يجعلها مفتوحة للتفسير.
```

اقترح ميلر أيضًا أنفًا يشبه الصلصال. بصرف النظر عن الصلصال والكلاب المماثلة، لا يوجد أي آكلة اللحوم الحديثة التي تظهر عليها أنف الصلصال نظرًا لكونها سمة مميزة بشكل غير طبيعي. أدى التوزيع المنخفض نسبيًا لأنف الصلصال إلى تجاهلها عمومًا. يعتمد ميلر على تراجع عظام سميلودون للأنف. إن نقد نظرية ميلر يقارن بين عظام الأنف وعضام الأنف الببور. عند مقارنة الببور، فقد تراجعت أيضًا عظام الأنف بشدة، لكن أنف الأسد لم يعد أكثر من الببور. وبالتالي، فإن أنف سميلودون الذي اقترحته ميلر ليس لديه دليل يذكر في التركيبات الفيزيائية للحيوانات المماثلة. وفقا لأنتون، غراس-بيري وتونر (1998) ، فإن الأنف تمتد دائما إلى وضع مماثل، بغض النظر عن طول عظام الأنف، التي تقع في سميلودون ضمن النطاق الملاحظ في الأنواع الحديثة.
الفكرة الثالثة المقترحة هي استطالة الشفاه بنسبة 50٪. بينما تم تجاهل فرضياته الأخرى إلى حد كبير، يتم استخدام الأخير بشكل كبير في الصور الحديثة. يجادل ميلر بأن الشفاه الطويلة تسمح بمرونة أكبر لاقتناص الفريسة من خلال انفراج أوسع. على الرغم من أن هذه الحجة كانت محل خلاف داخل المجتمع العلمي، إلا أنها لا تزال مدعومة من قبل الفنانين. يشير النقد العلمي إلى أن شفاه القطط الحديثة، خاصة الأنواع الأكبر، تظهر مرونة لا تصدق وأن طول الشفاه المعتاد سوف يمتد بشكل مناسب، على الرغم من درجة الانفتاح الأكبر، وأنه في الحيوانات آكلة اللحوم الحية يكون خط الشفاه دائمًا أمام العضلات الماضغة، والتي في سميلودون كانت تقع فقط وراء القواطع. بغض النظر عن عمليات إعادة إنشاء سميلودون وذات الأسنان السيفية والأنواع الأخرى بشفاه طويلة، وغالبًا ما تشبه فكوك الكلاب الكبيرة.

### التواصل
مقارنات بين اللامية عظام سميلودون والأسود تظهر أن ذات الأسنان السيفية السابقين، ربما يحتمل قد تواصلوا مثل أقاربهم الحديثة.

## السلوك الإجتماعي

### سميلودون
قارنت دراسة أجريت عام 2009 بين نسب الحيوانات آكلة اللحوم الاجتماعية والانفرادية في المحميات في جنوب إفريقيا وتنزانيا مع نسب الحفريات الموجودة في حفر القطران لابريا، وهي طبقة أحفورية معروفة من العصر البليستوسين،  وكيف تستجاب عند سماعاها للأصوات المسجلة عندما تموت الفريسة، لأستنتاج ما إذا كان سميلودون اجتماعيا أم لا. في وقت واحد، كانت حفر القطران لابريا تتكون من القطران العميق الذي أصبحت فيه الحيوانات محاصرة. عندما ماتوا، جذبت مكالماتهم حيوانات مفترس ، والتي بدورها تعلقت به. يعتبر أفضل موقع أحفوري للبليستوسين في أمريكا الشمالية بالنسبة لعدد الحيوانات التي تم صيدها وحفظها في القطران، وقد يكون مشابهاً للحالة التي تم إنشاؤها في الدراسة. كان الافتراض أن الحيوانات آكلة اللحوم الانفرادية لن تقترب من مصادر هذه الأصوات، بسبب خطر المواجهة مع الحيوانات المفترسة الأخرى. الحيوانات آكلة اللحوم الاجتماعية، مثل الأسود، لديها عدد قليل من المنافسين، وسوف تحضر هذه الأصوان بسهولة. وخلصت الدراسة إلى أن هذا الوضع الأخير يناسب بشكل وثيق نسبة الحيوانات الموجودة في حفر القطران لابريا، وبالتالي فإن سميلودون كان على الأرجح اجتماعيًا.

### سنور حرابي الأسنان

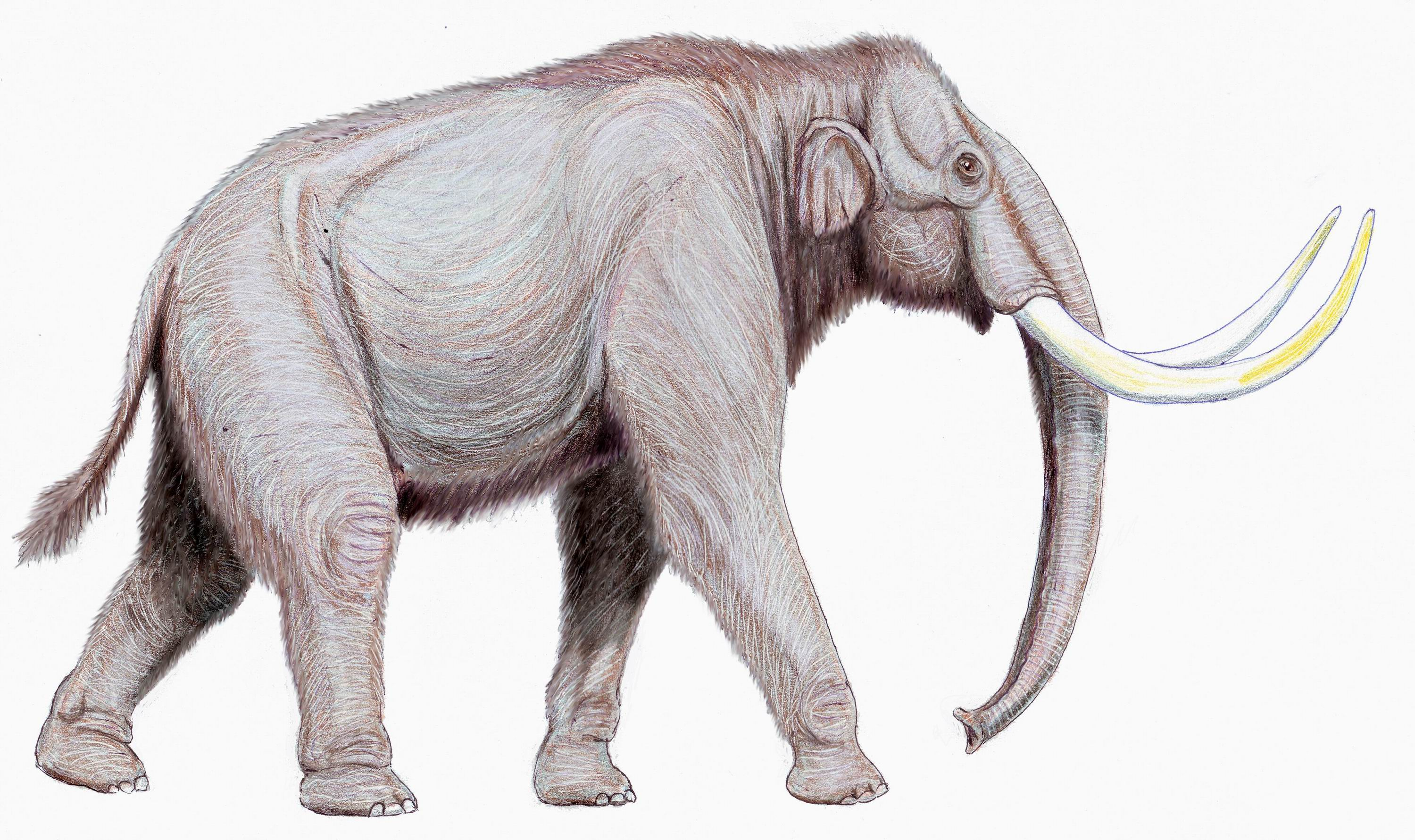
وهناك نوع من الماموث مماثلة لتلك التي يصطادها سنور حرابي الأسنان

في كهف فريزينهان، تكساس، تم اكتشاف بقايا ما يقرب من 400 من الماموث الأحداث مع هياكل عظمية من سنور حرابي الأسنان. تم اقتراح أن تكون مجموعات سنور حرابي الأسنان متخصصة في صيد صغار الماموث، وسحبها إلى كهوف منعزلة لتناول الطعام من الداخل 
الأسد الحديث قادر، بأعداد كبيرة، على قتل الأفيال البالغة الضعيفة، لذلك من المحتمل أن يكون سنور حرابي الأسنان ذو الحجم المماثل قد تمكن أصادات صغار الماموث في مجاميع. وهذا مدعوم بتحليل نظائري. لكن الفكرة القائلة إن السنور، حتى ذات الحجم الكبير جداً والأجتماعية، كانت قادرة على «جر» عجول ضخمة يبلغ وزنها 180 كغ (400 رطل) أي مسافة حقيقية في كهف دون الإضرار بأسنانها أثارت انتقادات شديدة.[مِن قِبَل مَن؟]
```
ظهرها المنحدر وقسم الفقرات القطنية القوي من فقراتها يوحي ببنية تشبه الدب، لذلك قد تكون قادرة على سحب الأوزان الثقيلة، ولكن انكسار الأنياب، وهو مصير عانى منه 
سنور سيفي
 
وسميلودون
، لا ينظر في 
سنور حرابي الأسنان
. علاوة على ذلك، فإن عظام هذه صغار الماموث تظهر العلامات المميزة لقواطع سنور حرابي الأسنان، مما يشير إلى أنها تستطيع هضم معظم اللحوم بكفاءة من الفريسة، مما يدل على أنها ليست قَمْامة التي تعيش على أكل الجيف 
[
35
]
 يشير فحص العظام أيضًا إلى أن سنوريات القمامة لهذه الماموث قد تم أكلها من قبل القطط أخرى قبل ان يتم جرها، مما يشير إلى أن 
سنور حرابي الأسنان
 ينقل الفريسة بعد مقتلها إلى منطقة آمنة ويمنع القمامين من الحصول على وجبة تم الحصول عليها بجهد كبير. تشير الدلائل أيضًا إلى أن القطط كانت قادرة على تجريد اللحم من العظام بشكل فعال بطريقة تركت علامات ملحوظة.
[
36
]
```

### علم الأمراض القديمة

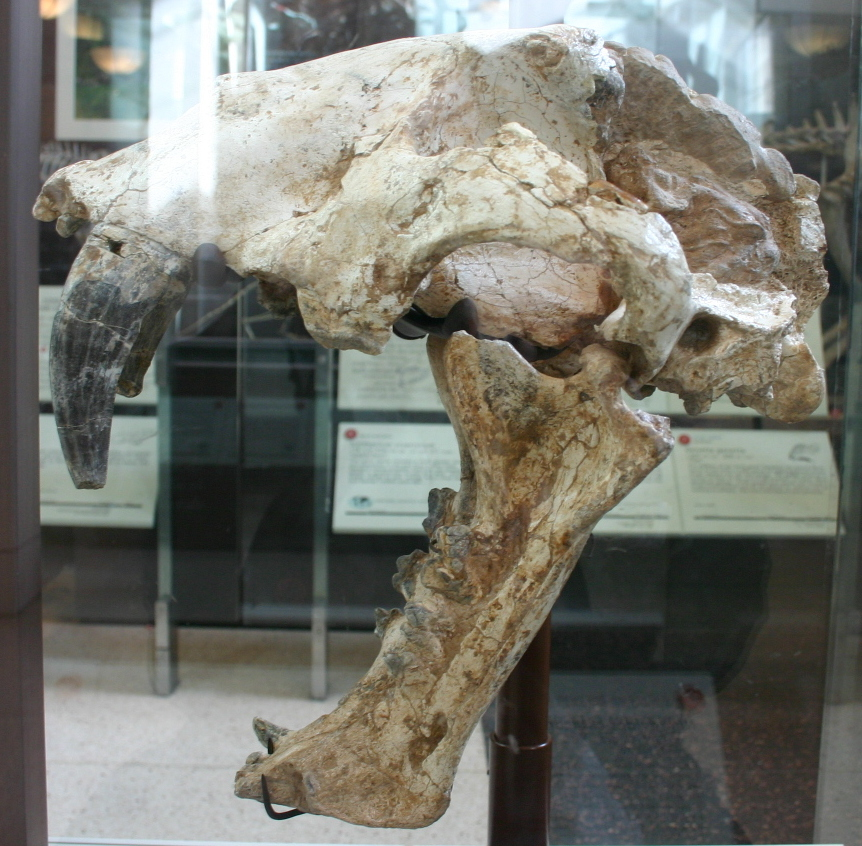
الجمجمة (Amphimachairodus giganteus) مع الناب الأيسر المتكسرة وألحقت أضرارا أشد بالأنياب.

سيفي الأسنان هو جنس آخر لديه القليل من السجلات الأحفورية تشير إلى طبيعته الاجتماعية، ولكن تتكسر الأنياب على هذه الأنواع في كثير من الأحيان أكثر من غيرها وتظهر علامات الشفاء واسعة النطاق بعد ذلك. ذكر Amphimachairodus giganteus من الصين ومقره معهد بابيارز للدراسات الباليونتولوجية هو ذكر أكبر سناً مصاب بالناب المكسورة. ومع ذلك، توفي الفرد بسبب التهاب الأنف الحاد، وهي إصابة كان من المفترض أن يكون لدى المفترس أجتماعي فرصة أفضل للشفاء، وبالتالي يمكن تفسير الجمجمة بطرق مختلفة. أسنان كلاب الكلاب البالغة من سيفي الأسنان استغرق وقتًا طويلاً بشكل استثنائي للإنكسار سنه، لذلك حتى ذلك الحين، كان يعتمد تمامًا على رعاية والديه.[بحاجة لمصدر]
في مثال آخر على علم الأمراض القديمة الذي يدعم الفرضية الاجتماعي، هناك عدد كبير من حفريات سميلودون من حفر قطران لابريا، وهي تعرض لإصابات الصيد. بالإضافة إلى الإصابات الناتجة عن الإجهاد أثناء الصيد، فإن الإصابات الأكثر حدة تشير بقوة إلى الطبيعة الاجتماعية. ربما تكون الحيوانات قد أصيبت بالشلل بعد فترة طويلة من التئام الجروح، وتعاني من كاحلين متورمتين وأطراف بارزة وحركة محدودة استمرت لسنوات. تعرض إحدى الحالات حالة فرعية تعاني من الحوض المكسور الذي تلتئم. بالكاد كانت العينة قادرة على استخدام الطرف التالف وكانت ترتعش ببطء، مستخدمة الأرجل الثلاثة الأخرى، غير قادرة تمامًا على الاعتماد على نفسها. إذا تمكن المفترس الانفرادي من النجاة من مثل هذه الإصابات الشديدة، فستكون مناسبة نادرة جدًا. من المحتمل جدًا أن يكون مثل هذا الحيوان غير قادر على الانتقال من مكان واحد على الأرض لعدة أشهر وربما نجا فقط عن طريق إحضار الطعام أو جر نفسه نحو القتال الذي يصنعه أفراد عائلته.[بحاجة لمصدر]

### ردود الفعل على فرضية الإجتماعي
مسألة الاجتماعية لا تزال مثيرة للجدل. تم العثور على دعم قوي للمفهوم التقليدي لل سميلودون الانفرادي في الدماغ. معظم الحيوانات المفترسة الاجتماعية، بما في ذلك البشر، والذئاب الرمادية، والأسود، لديها أدمغة أكبر قليلاً من تلك الموجودة لدى أقاربهم الوحيدين. كان لدى سميلودون عقل صغير نسبيًا، مما يشير إلى قدرة أقل على السلوكيات التعاونية المعقدة، مثل الصيد في مجموعات. غالبًا ما يتم استبعاد أعداد الكبيرة من سميلودون في حفر القطران كدليل [مِن قِبَل مَن؟]
```
على الطبيعة الاجتماعية لأن 
النسر الذهبي
، وهو نوع ما زال موجودًا، هو منعزل ويوجد في الحفر بأعداد مماثلة. الذئب الرمادي الاجتماعي وعاش ذئب في المنطقة، لكن حفرياتهم في الحفر نادرة.
```

العظام المكسورة لا تزال تدعم الاجتماعية، أفضل تفسير لشفاء الحيوانات الانفرادية من الجروح الخطيرة هو أن القطط تبني أحتياطيات أيضية يمكن استخدامها في أوقات الحاجة. غالبًا ما يُنظر إلى الفهد على أنه مثال سيئ نظرًا لأنه من الأنواع المتخصصة ذات اللياقة البدنية الأكثر هشاشة من القطط الأخرى. ولوحظ أن أنواع القطط الأكبر حجماً والأكثر صلابة، مثل الأسود والنمور، تتعافى من الإصابات الخطيرة، مثل الفكين المكسورة والعضلات الممزقة.[بحاجة لمصدر]

## وظيفة الأنياب

### الطعن
وقد اقترح أن ذات الأسنان السيفية استخدمت أسنانها المسيفية أثناء الصيد، لتقتل الحيوان، تفتح فمها، وتحرك رأسها للأسفل بقوة كافية لثقب جلد الحيوان ولحمه. وقد اقترح ذات مرة أن أسنان السيفية قد استخدمت مثل السكين . بدت الأنياب، في البداية، كأدوات ذات قوة وقدرة مدمرة، تستخدم لسحق الفقرات، أو لتمزيق الحيوانات المدرعة المفتوحة مثل أخدوديات الأسنان .
ومع ذلك، فإن الأسنان مصنوعة من مينا غير مدعومة، ويمكن كسرها بسهولة ضد المواد الصلبة مثل العظام. لقد قيل أيضًا أن الفك السفلي وعدم القدرة على فتح الفم على نطاق واسع جدًا كان سيشكل عائقًا أمام الطعن الفعال. لهذه الأسباب، تم رفض هذا المفهوم من قبل المجتمع العلمي.[بحاجة لمصدر]

### المميزات الجنسية

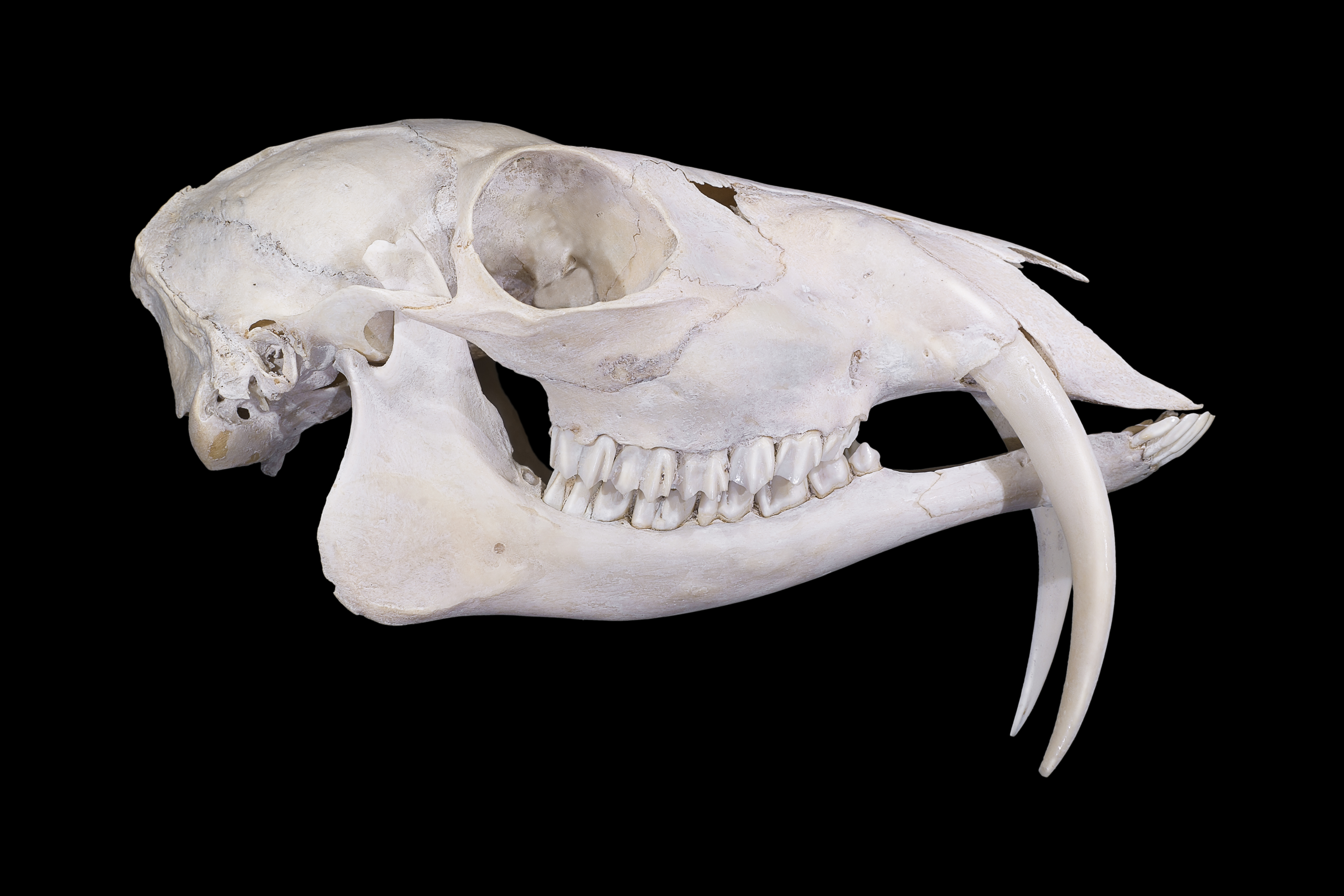
جمجمة أيل المسك ذكر، تظهر أنياباً متطرفة في الأعلى لا تتطور إلا من خلال الانتقاء الجنسي ولا تحتاجها تماماً

يمكن أيضًا أن تكون الأنياب الطويلة ناتجاً عن اصطفاء الجنسي، تمامًا مثل لبدة الأسد، وكانت تستخدم في المغازلة والعرض الجنسي والوضع الاجتماعي. أنيابهم راسخة بالفعل على أنها هشة نسبيًا، وعضلات الفك ليست قوية، لذلك فإن أي وظيفة تجعلها مفترسة غير مؤكدة.
ومع ذلك، عندما يتم اعتماد سمة لتعزيز الانجذاب الجنسي، عادةً ما يتم عرض الميزة على جنس واحد فقط، وهم من الذكور. في جميع أنواع ذات الأسنان السيفية، كل من الذكور والإناث لديهم هذه الأنياب، مع استثناءات بسيطة فقط كما في جنس سيفي الأسنان، لديهم أسنان متشابهين تقريباً لكلا جنسيين. هناك أيضًا اختلاف في الحجم بين الجنسين، ولكن يبدو أن خطوط ذات الأسنان السفية للذكور والإناث لها نفس الأحجام. أيضًا، يبدو هذا المستوى من الانتقاء الجنسي شديدًا نظرًا لترك الفرد مصابًا بضعف شديد في الأكل والوظيفة العامة.

### القَمْام
اقتراح واحد هو أن معظم ذات الأسنان السيفية كانوا قمامون. هذا يترك الأنياب بلا فائدة، وغالبًا ما يقترن بفرضية الانتقاء الجنسي. العديد من الحيوانات آكلة اللحوم الحديثة بحثا عن درجة أكبر أو أقل. ربما ساعدت حاسة الشم القوية والسمع الجيد في العثور على جثث أو سرقة فرائس حيوانات المفترسة الأخرى، مثل الذئاب الرهيبة أو الدببة القصيرة الوجه، ولم يكن الأمر ضروريًا للمطاردة، كما هو موضح في معضم أنواع ذات الأسنان السيفية.